# Lautaro López Kaleniuk
Lautaro López Kaleniuk (Tres Isletas, Provincia del Chaco, Argentina; 24 de enero de 2001) es un futbolista argentino. Juega de arquero en el Atlanta de la Segunda División de Argentina.

## Trayectoria

### San Lorenzo
Fue promovido de la reserva por Juan Antonio Pizzi en 2019.

### Fundación Amigos del Deporte
Es cedido a préstamo a Fundación Amigos del Deporte de Mendoza, por seis meses, sin opción de compra en 2021.

### Atlanta
Es cedido a préstamo al Club Atlético Atlanta, por un año, sin cargo y sin opción de compra en 2025.

## Clubes
| Club             | País      | Año           |
| ---------------- | --------- | ------------- |
| San Lorenzo      | Argentina | 2019-2024     |
| FADEP (cedido)   | Argentina | 2021          |
| Atlanta (cedido) | Argentina | 2025-presente |